# SN 2006as
SN 2006as – supernowa typu Ia odkryta 24 lutego 2006 roku w galaktyce A135124-1115. W momencie odkrycia miała maksymalną jasność 19,90m.